# Beczássy-Oláh Gyula
Beczássy-Oláh Gyula (Budapest, 1937. február 22. – Érd, 2014. október 20.) okleveles épületgépész-mérnök, okleveles távfűtő- és távhőellátó szakmérnök, 1994-től a Magyar Mérnöki Kamara tagja.

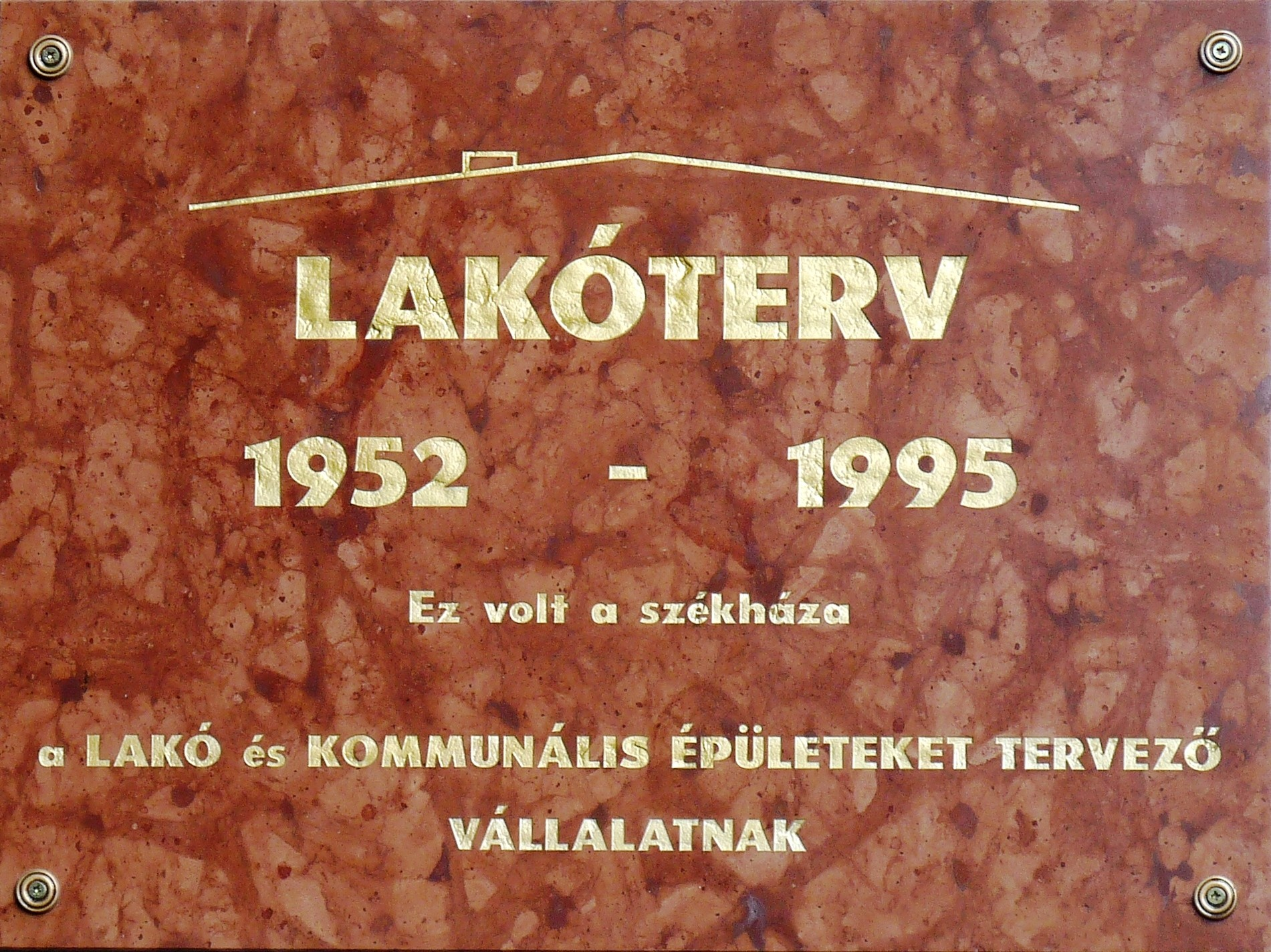
A Lakó- és Kommunális Épületeket Tervező Vállalat (LAKÓTERV) emléktáblája az egykori székház falán

## Pályája
Az általános iskola elvégzése után – édesapja nyomdokait követve – az épületgépészeti pályára lépett.
1951-től az Épületgépészeti Technikumot végezte, ahol 1955-ben érettségizett. Ezt követően egy évig a Középülettervező Vállalatnál segédtervezői beosztásban dolgozott.
1956-tól 1961-ig a Budapesti Műszaki Egyetem Gépészmérnöki Karára járt, ahol szakosodás után Macskássy Árpád professzor tanítványaként az épületgépészeti szakon oklevelet szerzett. 
Az egyetem elvégzése után a központi elosztás a Lakó- és Kommunális Épületeket Tervező Vállalatot (ismert rövidítéssel: LAKÓTERV) jelölte ki munkahelyéül. Itt az 1961–1995 évek közötti időszakban a feladatok és beosztások számos fokát végigjárta: 1961-től tervező, 1968-tól irányító tervező, 1975-től csoportvezető, 1977-től szakosztályvezető, 1984-től főmunkatárs, 1986-tól 1995-ig épületgépész osztályvezető beosztásban dolgozott.
Az 1966–69 években a Műszaki Egyetemen további tanulmányokat is folytatott, és az alapképesítése mellé távfűtés-távhőellátó szakmérnöki oklevelet is szerzett.
1995-ben, kiválva a Lakótervből, kollégáival G&B Plan Épületgépész Mérnök Iroda néven önálló céget alapítottak, ahol résztulajdonosként, vezető tervezői–főmérnöki beosztásban dolgozott 2010-ig.
Társtervezője többek között Finta József, Jurcsik Károly, Bálint Imre, Varga Levente építészmérnököknek.

## Jelentősebb munkái
Tervezői munkássága alatt felelős és vezető épületgépészeti tervezőként az itthoni és külföldi lakóháztervezések, valamint számos referenciamunka készült, többek között: 
- Hotel Duna InterContinental
- Bank Center (Budapest, Akadémia u. – Szabadság tér)
- ORFK–BRFK-székház
- Fazekas és Móricz Gimnáziumok nagyrekonstrukciója
- WestEnd City Center
- Hotel Hilton
- MKB-székház
- Árkád üzletközpont

1994-től tagja a Magyar Mérnöki Kamarának.

## Elismerések
Munkavégzése során számos elismerésben részesült: 
- 1971,1985: Igazgatói Dicséret, 1972: Vállalati Kiváló Dolgozó
- 1976: Építőipar Kiváló Dolgozója, 1987: 25 éves Törzsgárda Emlékérem
- 1987: Munka Érdemrend bronz fokozata
- 1996: A magyar épületgépész-társadalom szavazata alapján „Az év legjobb épületgépész mérnöke” serleggel és kitüntető oklevéllel jutalmazták
- 1997: Az ORFK–BRFK-székház tervezésében kifejtett munkája elismeréseként az épület átadásakor „Rendőrségi Emlékérem” kitüntetést kapott, a Magyar Köztársaság elnöke „Köztársasági Elnöki Ezüst Emlékérem”-mel tüntette ki